# RZV Poseidon

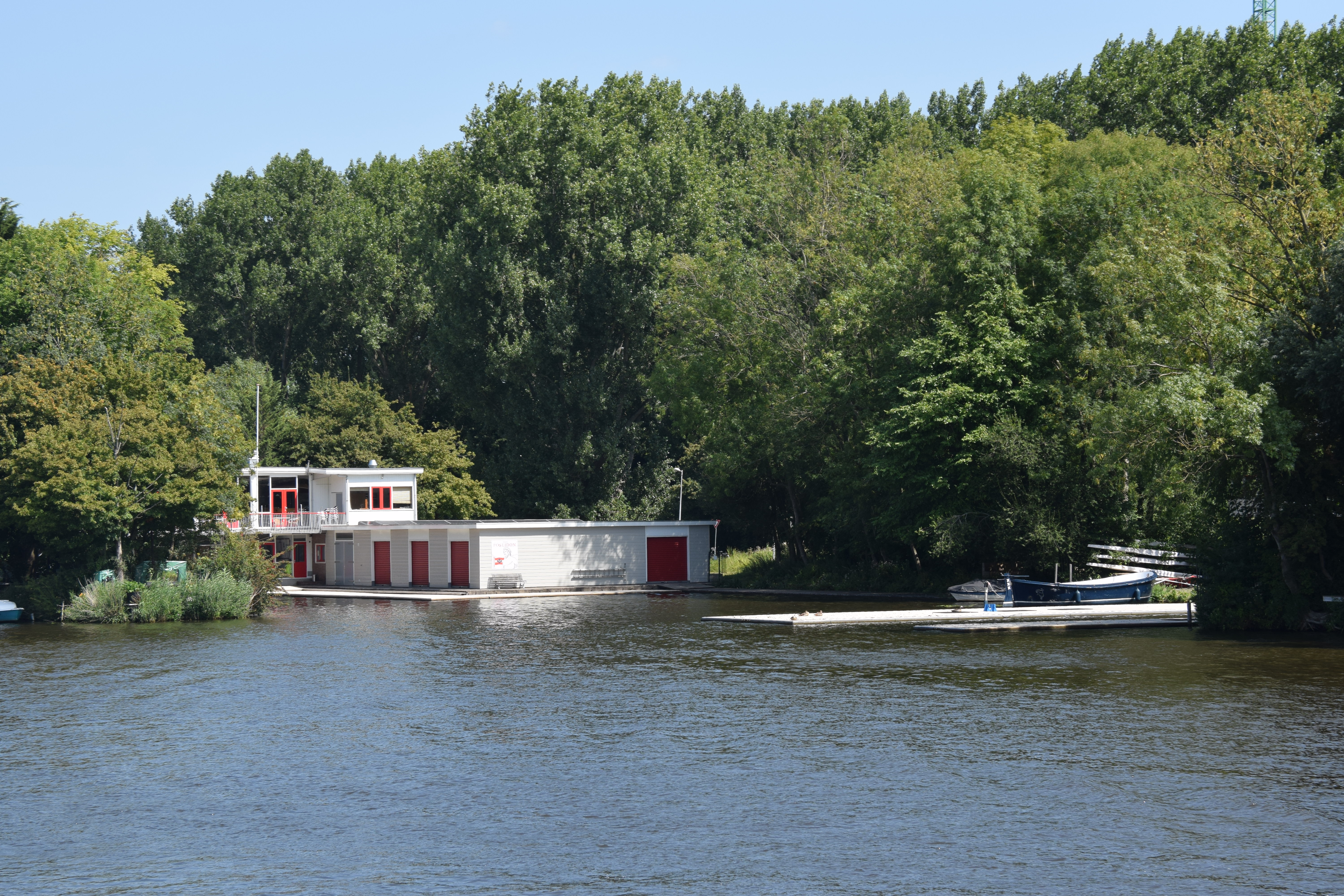
Het gebouw van Roeivereniging Poseidon aan de Amstel

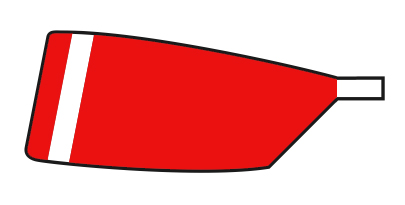
Het blad in de kleuren van Poseidon.

RZV Poseidon is een roeivereniging in Amsterdam. De vereniging is opgericht in 1907.
Sinds 1954 is het verenigingsgebouw gevestigd aan de Jan Vroegopsingel in Amsterdam. Het verenigingsgebouw stond daarvoor op de plek waar het huidige onderkomen van de KARZV De Hoop staat.

## Tweede Wereldoorlog
Voor de Tweede Wereldoorlog was Poseidon de enige roeivereniging in Amsterdam waar leden zonder ballotage werden toegelaten. Doordat joden als gevolg van discriminatie bij de andere verenigingen niet of nauwelijks door de ballotage kwamen, waren er relatief veel leden joods. Hierdoor werd Poseidon enigszins smalend een 'joodse vereniging' genoemd. Tijdens de oorlog is een groot aantal leden door de Jodenvervolging omgekomen. Zo is er ook op 11 juni 1941 een razzia geweest op het verenigingsgebouw.